# Paranerita roseola
Paranerita roseola là một loài bướm đêm thuộc phân họ Arctiinae, họ Erebidae.